# Mosoia
Mosoia is een geslacht van hooiwagens uit de familie Assamiidae.
De wetenschappelijke naam Mosoia is voor het eerst geldig gepubliceerd door Roewer in 1912. 

## Soorten
Mosoia omvat de volgende 5 soorten:
- Mosoia albiceps
- Mosoia biarmata
- Mosoia bulbigera
- Mosoia gracillipes
- Mosoia saylori